# Leonid Koshelev
Leonid Koshelev (en ruso: Леони́д Алекса́ндрович Ко́шелев, Aleksandr Aleksandrovich Koshelev; Taskent, RSS de Uzbekistán, 20 de diciembre de 1979) es un exfutbolista de Uzbekistán que jugaba en la posición de centrocampista.

## Carrera

### Club
| Periodo   | Club                |
| --------- | ------------------- |
| 1997-2000 | Navbahor Namangan   |
| 2001-2004 | Pakhtakor Tashkent  |
| 2005      | Shinnik Yaroslavl   |
| 2005–2006 | Pakhtakor Tashkent  |
| 2006      | Shinnik Yaroslavl   |
| 2007      | Pakhtakor Tashkent  |
| 2008      | FK Dinamo Samarqand |
| 2009      | Shurtan Guzar       |
| 2009–2011 | Qizilqum Zarafshon  |
| 2012      | FK Dinamo Samarqand |
| 2013      | Navbahor Namangan   |
| 2014      | NBU Osiyo           |

### Selección nacional
Debutó con Uzbekistán el 11 de julio de 1999 en un partido amistoso ante Malasia en Samarcanda. Jugó 43 partidos con la selección nacional y anotó 6 goles, y participó en la Copa Asiática 2004.

## Logros
- Uzbek League (5): 2002, 2003, 2004, 2005, 2007
- Uzbek Cup (5): 1998, 2001, 2002, 2003, 2004
- CIS Cup (1): 2007
- Supercopa de Uzbekistán (1): 1999

## Estadísticas

### Goles con selección nacional
| # | Fecha      | Sede                  | Rival                | Resultado | Torneo                                               |
| - | ---------- | --------------------- | -------------------- | --------- | ---------------------------------------------------- |
| 1 | 30-6-2001  | Kuala Lumpur, Malasia | Bosnia y Herzegovina | 2–1       | Copa Merdeka                                         |
| 2 | 17-11-2003 | Bangkok, Tailandia    | Tayikistán           | 4–1       | Clasificación para la Copa Asiática 2004             |
| 3 | 21-11-2003 | Bangkok, Tailandia    | Tailandia            | 1–4       | Clasificación para la Copa Asiática 2004             |
| 4 | 31-3-2004  | Taipéi, Taiwán        | China Taipéi         | 1–0       | Clasificación para la Copa Mundial de Fútbol de 2006 |
| 5 | 17-11-2004 | Taskent, Uzbekistán   | China Taipéi         | 6–1       | Clasificación para la Copa Mundial de Fútbol de 2006 |
| 6 | 15-11-2006 | Taskent, Uzbekistán   | Catar                | 2–0       | Clasificación para la Copa Asiática 2007             |